# 蘇蘇茲
蘇蘇茲（土耳其語：Cılavuz，：‎）是土耳其東部安那托利亞地區卡爾斯省的一個城鎮。

## 概述
蘇蘇茲海拔1775公尺。根據土耳其官方於2022年所作的人口普查數據顯示：居住於蘇蘇茲的總人口數量為2044人。蘇蘇茲之市長為來自共和人民黨的烏古茲·揚特穆爾。